# Lista de vereadores de Tanguá
Esta é a lista de vereadores de Tanguá, município brasileiro do estado do Rio de Janeiro.
A Câmara Municipal de Tanguá é formada por treze representantes. A sala de sessões chama-se Plenário Vereador Antônio Macedo.

## 7ª Legislatura (2021–2024)
Estes são os vereadores eleitos nas eleições de 15 de novembro de 2020, pelo período de 1° de janeiro de 2021 a 31 de dezembro de 2024:
| Mesa Diretora (2021-2022)        |                       |                        |                           |
| Nome                             | Início do mandato     | Fim do mandato         | Cargo                     |
| Aline de Sá Pereira (PP)         | 1º de janeiro de 2021 | 31 de dezembro de 2022 | Presidente da Câmara      |
| Sérgio de Aguiar Gonçalves (PDT) | 1º de janeiro de 2021 | 31 de dezembro de 2022 | Vice-presidente da Câmara |
| Marcilea Braga Matos (PSL)       | 1º de janeiro de 2021 | 31 de dezembro de 2022 | 1ª Secretária             |
| Alfredo Marins (PDT)             | 1º de janeiro de 2021 | 31 de dezembro de 2022 | 2º Secretário             |

|    | Nome                                                                     | Partido                                | Votos | %    | Observações |
| -- | ------------------------------------------------------------------------ | -------------------------------------- | ----- | ---- | ----------- |
| 1  | Aline de Sá Pereira (2021-2022) (Tanguá, 04.07.1982–)                    | Progressistas (PP)                     | 557   | 2,84 | 2º mandato  |
| 2  | Alfredo Marins, Alfredo da Clínica (Macaé, 30.07.1956–)                  | Partido Democrático Trabalhista (PDT)  | 553   | 2,82 | 1º mandato  |
| 3  | Marcilea Braga Matos, Márcia Matos (Rio de Janeiro, 31.07.1979–)         | Partido Social Liberal (PSL)           | 494   | 2,52 | 1º mandato  |
| 4  | Sérgio de Aguiar Gonçalves, Serginho do Pinhão (Tanguá, 17.08.1977–)     | Partido Democrático Trabalhista (PDT)  | 427   | 2,18 | 1º mandato  |
| 5  | Hilderlan Miranda Rodrigues, Derlan Rodrigues (Tanguá, 11.09.1982–)      | Partido Liberal (PL)                   | 395   | 2,02 | 2º mandato  |
| 6  | Gilmar de Oliveira Cordeiro, Gilmar da Van (Rio de Janeiro, 24.03.1967–) | Progressistas (PP)                     | 367   | 1,87 | 1º mandato  |
| 7  | Waldemir da Conceição Gomes (Rio de Janeiro, 29.03.1964–)                | REPUBLICANOS                           | 357   | 1,82 | 1º mandato  |
| 8  | Adalton Jesus Souza, Adalton Panda (Rio Bonito, 23.02.1975–)             | Partido Social Liberal (PSL)           | 337   | 1,72 | 1º mandato  |
| 9  | Felipe de Oliveira Silva Carvalho (Itaboraí, 28.11.1991–)                | Movimento Democrático Brasileiro (MDB) | 312   | 1,59 | 1º mandato  |
| 10 | Delson Menezes Franco (Niterói, 03.09.1968–)                             | Movimento Democrático Brasileiro (MDB) | 300   | 1,53 | 1º mandato  |
| 11 | Leandro Machado Ferreira, Leandro Barbeiro (Itaboraí, 21.11.1983–)       | Democratas (DEM)                       | 295   | 1,51 | 2º mandato  |
| 12 | Leonardo dos Santos Oliveira, Léo do Jipe (Nova Friburgo, 06.04.1968–)   | Partido Social Cristão (PSC)           | 253   | 1,29 | 1º mandato  |
| 13 | Miler Souza de Abreu, Müller Souza (São Gonçalo, 15.09.1992–)            | AVANTE                                 | 208   | 1,06 | 1º mandato  |

## 6ª Legislatura (2017–2020)
Estes são os vereadores eleitos nas eleições de 2 de outubro de 2016, pelo período de 1° de janeiro de 2017 a 31 de dezembro de 2020<:
|    | Nome                                                                                 | Partido                                        | Votos | %    | Observações |
| -- | ------------------------------------------------------------------------------------ | ---------------------------------------------- | ----- | ---- | ----------- |
| 1  | Luiz Carlos Tostes Padilha, Playboy (2019-2020) (Campos dos Goytacazes, 18.10.1973–) | Partido Trabalhista do Brasil (PTdoB)          | 540   | 2,77 | 1º mandato  |
| 2  | José Vagno Coutinho Nogueira, Vagner da Posse (Itaboraí, 26.01.1975–)                | Partido Democrático Trabalhista (PDT)          | 528   | 2,71 | 1º mandato  |
| 3  | Valdair Caetano Pinheiro, Crioulo (Itaboraí, 09.12.1970–)                            | Partido Socialista Brasileiro (PSB)            | 502   | 2,57 | 1º mandato  |
| 4  | João Luiz Silva de Souza, Dão do Caminhão (Rio Bonito, 25.03.1968–)                  | Partido Socialista Brasileiro (PSB)            | 453   | 2,32 | 1º mandato  |
| 5  | Leandro Machado Ferreira, Leandro Barbeiro (Itaboraí, 21.11.1983–)                   | Partido Republicano Progressista (PRP)         | 448   | 2,30 | 1º mandato  |
| 6  | Luciano Lúcio Natalino (2017-2018) (Itaboraí, 10.04.1972–)                           | Partido da Social Democracia Brasileira (PSDB) | 445   | 2,28 | 1º mandato  |
| 7  | Hilderlan Miranda Rodrigues, Derlan (Itaboraí, 11.09.1982–)                          | Partido Republicano Progressista (PRP)         | 409   | 2,10 | 1º mandato  |
| 8  | Paulo Sérgio Moreira Carvalho, Serginho do Trailer (Rio de Janeiro, 29.01.1970–)     | Partido Trabalhista Brasileiro (PTB)           | 402   | 2,06 | 1º mandato  |
| 9  | Jailson Rosa Antunes, Porca (Tanguá, 24.02.1969–)                                    | Partido Trabalhista Brasileiro (PTB)           | 324   | 1,66 | 1º mandato  |
| 10 | José Rozendo Pacheco da Silva Palmeira, Juninho (Rio Bonito, 30.11.1985–)            | Partido Democrático Trabalhista (PDT)          | 323   | 1,66 | 1º mandato  |
| 11 | Paulo Roberto Ferreira Peixoto Sobrinho, Peixotinho (Rio de Janeiro, 05.04.1965–)    | Partido da Social Democracia Brasileira (PSDB) | 262   | 1,34 | 1º mandato  |
| 12 | Aline de Sá Pereira (Itaboraí, 04.07.1982–)                                          | Partido Progressista (PP)                      | 247   | 1,27 | 1º mandato  |
| 13 | Juliano Cardozo Pereira (Rio Bonito, 02.02.1988–)                                    | Partido Republicano Brasileiro (PRB)           | 240   | 1,23 | 1º mandato  |

## Legenda
| Cor  | Significado          |
| Bege | Presidente da Câmara |
| Azul | Suplente             |